# Landsbanki Føroya
A Landsbanki Føroya a feröeri kormány bankja. A kormányzati bankról szóló törvény alapján feladatai a következők:
1. banki szolgáltatásokat nyújt a kormányzatnak;
2. biztonságos pénzügyi rendszert biztosít;
3. a feröeri közösség egészének stabil gyarapodását támogatja.[1]

## Tevékenység
A kormányzat bankjaként az ország – mindenekelőtt az államkincstár – pénzügyi adminisztrációjáért felelős, de más köztestületeknek és közintézményeknek is végez pénzügyi adminisztrációt és tanácsadást. Őrködik a feröeri pénzügyi piac felett, beleértve a magánszektor kondícióit is. Az államkincstár vonatkozásában biztosítania kell a likviditást, hosszú távon pedig az ország pénzeszközeinek nyereséges befektetése és a hitelek költségeinek minimalizálása a feladata.
A pénzügyi rendszer biztonságának terén naprakész információkat kell szolgáltatni az ország gazdasági folyamatairól, illetve a pénzügyi szektor és az ország pénzügyi helyzetéről. Szükség esetén beavatkozást vagy korrekciót kell kezdeményeznie a pénzügyi szektor és az általános pénzügyi helyzet biztonságának, rugalmasságának és versenyképességének biztosítása érdekében. Az autonómiatörvény értelmében a feröeri gazdaságpolitika a feröeri kormány felelősségi körébe tartozik, így a pénzügyi rendszer stabilitásáért is a feröeri kormány felelős.
A gazdasági növekedés területén valós adatokat kell gyűjtenie és terjesztenie a feröeri gazdaság állapotáról, valamint jövőbeli kilátásairól. Ennek keretében folyamatosan elemzéseket kell készítenie a gazdaságról, és tájékoztatnia kell a politikai döntéshozókat és a közvéleményt. Ezen kívül figyelemmel kell kísérnie, hogy a kormány költségvetési politikája összhangban van-e a gazdasági környezettel, és szükség esetén független tanácsokat kell adnia a megfelelő beavatkozások érdekében.